# Elaphoglossum minutum
Elaphoglossum minutum är en träjonväxtart som först beskrevs av Pohl, Fée, och fick sitt nu gällande namn av Thomas Moore. Elaphoglossum minutum ingår i släktet Elaphoglossum och familjen Dryopteridaceae. Inga underarter finns listade.